# Vetenskapsåret 1794

## Händelser
- École polytechnique, en teknisk högskola i Paris, grundas.

### Astronomi
- Okänt datum -  Antonio Scarpa publicerar Tabulae neurologicae ad illustrandam historiam cardiacorum nervorum, noni nervorum cerebri, glossopharingei et pharingei, som leder till upptäckten att örats inre är fullt av fluid.[1][2]

## Pristagare
- Copleymedaljen: Alessandro Volta, italiensk fysiker

## Födda
- 7 januari - Heinrich Wilhelm Schott (död 1865), österrikisk botanist.
- 23 juni - Carl Wilhelm Henrik Ronander (död 1847, svensk läkare.
- 15 augusti - Elias Fries (död 1878), svensk botaniker.
- 24 september - Jeanne Villepreux-Power (död 1871), fransk marinbiolog.

## Avlidna
- 28 mars - Marquis de Condorcet (född 1743), fransk matematiker.
- 8 maj - Antoine Lavoisier (född 1743), fransk kemist.
- 28 oktober - John Smeaton (född 1724), brittisk ingenjör och fysiker.

### Fotnoter
1. ↑  Acierno, Louis J. (1994). The History of Cardiology. Informa Health Care. ISBN 1850703396
2. ↑   Physiology of the Ear. Thomson Delmar Learning. 2001. ISBN 1565939948